# 咕嚕
咕嚕（Gollum）原名史麥戈（Sméagol），是英國作家J·R·R·托爾金小說內的虛構角色，在小說《哈比人歷險記》裡首次登場，並在該作家的續作《魔戒》中擔任其中一名主要角色。

## 角色總覧
原名是史麥戈（Sméagol），後來以他喉間發出的聲音命名為咕嚕，身長1.05公尺，他的壽命因至尊魔戒力量而得以延長，他渴望能夠擁有至尊魔戒。他擁有至尊魔戒長達500年，直至戒指易主比爾博·巴金斯。

## 生平

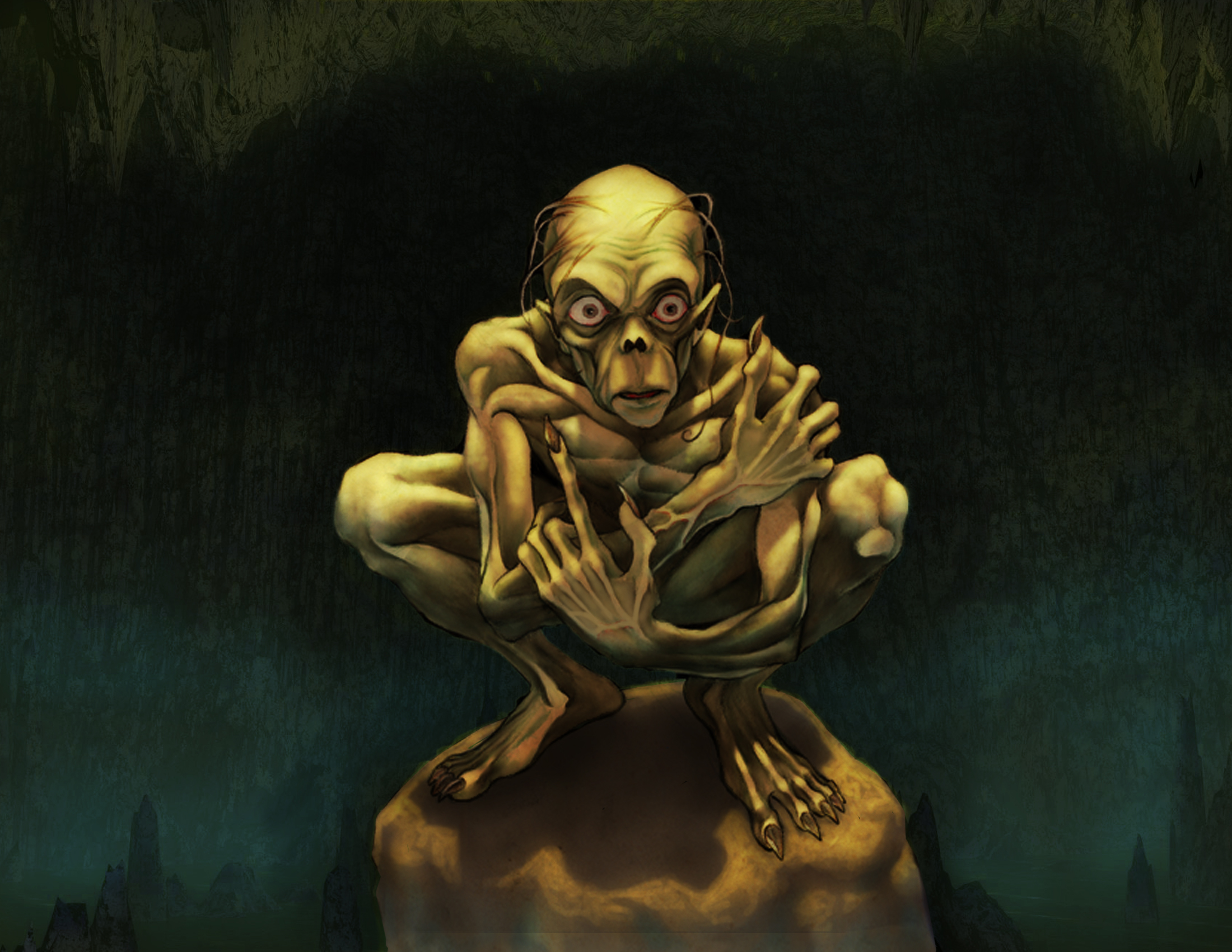
咕嚕

在《魔戒》的第一部《魔戒現身》裡提及咕嚕原名是史麥戈，是史圖爾哈比人的一員。史麥戈早期與祖母方的親人一起居住。史麥戈生日當天，他和親人德戈到羅斯洛立安以北的格拉頓平原釣魚，德戈被一條大魚拖進河流，發現了至尊魔戒。史麥戈要求德戈將至尊魔戒送給他作為生日禮物，德戈拒絕了這要求，史麥戈勒斃德戈，並拿取至尊魔戒。史麥戈利用至尊魔戒偷竊、窺探等多種惡毒行為，他很快便被人們驅逐，他遂在迷霧山脈一個洞穴裡居住。他被至尊魔戒本身的負面力量扭曲了身體和思想，並延長了他的壽命。《王者再臨》書末的附錄裡顯示咕嚕已存活近600年。他稱至尊魔戒為「寶貝」或「生日禮物」，後者正是史麥戈殺害德戈的藉口。
他隱匿在迷霧山脈超過400年，以活魚及年輕或弱小的哥布林為食，他厭惡精靈的食物。他多年生活在地底，雙眼已適應了黑暗，托爾金形容咕嚕的雙眼猶如蒼白燈光，在冷靜時雙目透黃，憤怒時則呈綠色。
因至尊魔戒的影響，咕嚕出現人格分裂：「史麥戈」仍粗略保有友誼、道德等觀念；「咕嚕」則只是至尊魔戒的奴隸，他會殺死任何嘗試拿取至尊魔戒的人。在《雙城奇謀》，山姆·詹吉將膽小怕事那個人格稱為「膽小鬼」，將邪惡的人格稱為「骯髒鬼」。這兩個人格經常會互相爭吵，山姆還發現，當他處於史麥戈人格時，他的眼睛呈青色，而咕嚕人格佔優時，雙眼則呈綠色。
《哈比人歷險記》有述，比爾博·巴金斯偶然來到咕嚕所居住的地下湖島嶼，在黑暗中拾獲了至尊魔戒。而咕嚕沒發現自己已失去了至尊魔戒的所有權；正確來說是至尊魔戒摒棄了咕嚕，因為至尊魔戒本身有意志，它會自行選擇攜帶者好重現於世。甘道夫在《魔戒再現》裡提到，至尊魔戒一直希望回到它的主人索倫身邊。比爾博及咕嚕進行猜謎比賽，咕嚕沒有注意到至尊魔戒已遺失了，他意圖殺死比爾博。當他回去拿他的「生日禮物」時才發現至尊魔戒已不見蹤影。情急焦慮之下，咕嚕對比爾博提出的那個謎題「我的口袋裡面有什麼？」的問題產生高度的懷疑，當下誤打誤撞的認定比爾博偷了魔戒。他非常地憤怒，進而失去理性朝比爾博追去。比爾博在脫逃的混亂中無意間發現了至尊魔戒的隱身功能，他跟隨咕嚕找到洞窟的出口。比爾博原先想將咕嚕殺死，但他的同情心拯救了咕嚕，而這個一時的舉動在未來也間接的拯救了整個中土世界。比爾博逃出洞窟，咕嚕近於絕望的怒吼回盪在山谷中：「小偷，小偷！巴金斯！我們恨他，我們恨他，我們永遠恨他！」
在《哈比人歷險記》的第一版，咕嚕並非如此卑劣並對魔戒如此著迷。後托爾金重新修訂他的角色，以迎合至尊魔戒的特性續寫《魔戒》。第一版裡的情節正是比爾博向甘道夫和矮人們撒謊所說的。
甘道夫在《魔戒現身》裡曾提及，咕嚕在稍後離開迷霧山脈，追蹤比爾博，但他已找不到比爾博的行蹤。咕嚕轉而前往魔多，他遇到大蜘蛛屍羅，咕嚕很敬仰屍羅，為屍羅尋找食物。咕嚕終被索倫的軍隊生擒及拷問，咕嚕只透露了「夏爾」和「巴金斯」。這使索倫注意到哈比人及巴金斯家族的存在。咕嚕被釋放，但旋即又被亞拉岡及甘道夫生擒，他們審問咕嚕有關至尊魔戒的事情，將他囚在瑟蘭督伊統治下幽暗密林的牢獄中，但他抓住機會逃入摩瑞亞。

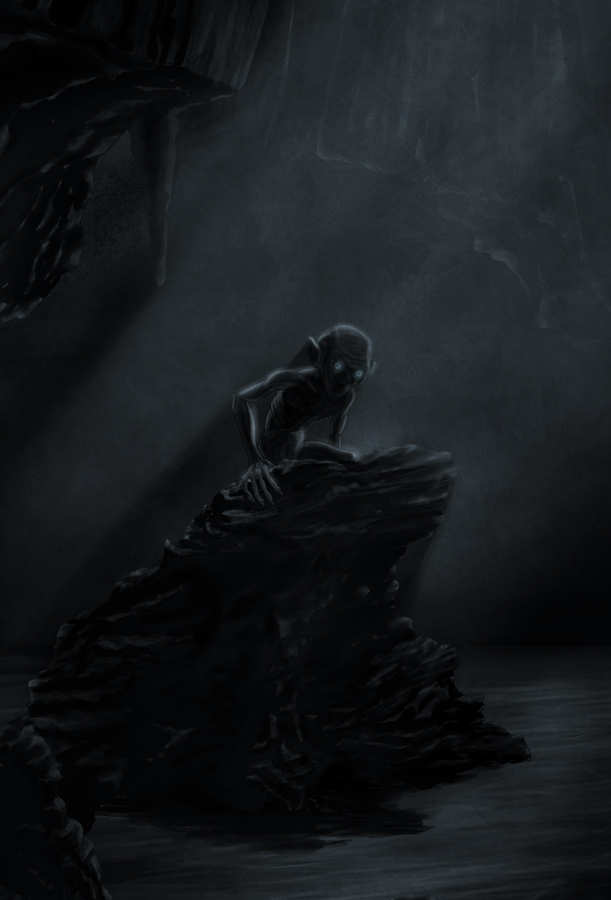
咕嚕

在《魔戒》，咕嚕暗中在摩瑞亞跟蹤魔戒遠征隊，得知佛羅多·巴金斯及甘道夫都在隊中。甘道夫在凱薩督姆之橋與炎魔一同墮入深淵。咕嚕繼續跟蹤其他魔戒遠征隊成員至羅斯洛立安。佛羅多多次聽到一些聲音，但其他魔戒遠征隊员認為這是他們的腳步聲。佛羅多向四周掃視，發現了一雙眼睛正注視著他們，佛羅多初時誤以為是燈光。咕嚕知道佛羅多發現了他，他改而不走大道，繼續跟蹤他們。魔戒遠征隊離開羅斯洛立安後，咕嚕一直沿著安都因河跟著魔戒遠征隊的船隻，他浮在木條上，但他再度被佛羅多發現，魔戒遠征隊在河岸紮營時試圖攻擊咕嚕。佛羅多在守夜時看見咕嚕上岸，亞拉岡保護著佛羅多，驅逐咕嚕。咕嚕跟蹤他們到拉洛斯瀑布。佛羅多和山姆横渡艾明莫爾，獨自前往魔多，咕嚕也跟隨著他們。
二部曲《雙城奇謀》裡，咕嚕遭遇佛羅多及山姆，山姆幾乎勒斃咕嚕。佛羅多威脅咕嚕以他的寶劍刺針割破他的喉嚨，終使咕嚕順從。佛羅多以一條精靈繩索束縛著咕嚕，附有精靈魔法的繩索令咕嚕感到痛楚。佛羅多如比爾博那般對這生物感到同情，他要咕嚕起誓要協助他們完成任務，咕嚕以「寶貝」為名發誓，佛羅多遂釋放了他。佛羅多及山姆以咕嚕為嚮導，帶領他們來到魔多的入口黑門。
佛羅多的仁慈使咕嚕保持著史麥戈性格，也一直遵守著承諾。佛羅多及咕嚕也是魔戒持有者，佛羅多從咕嚕處看到自己的曙光，佛羅多希望能夠拯救他，也是為了拯救自己。山姆卻對咕嚕抱有強烈的疑心，經常提醒佛羅多要提防咕嚕。
他們抵達防禦嚴密的黑門，咕嚕建議走另一條道路進入魔多。他們遇到法拉墨，咕嚕逃走了，並跟隨著他們。佛羅多讓法拉墨擒住咕嚕，藉以保護他，但咕嚕卻感到被佛羅多背叛。認為佛羅多在陷害他，咕嚕的邪惡人格開始重拾主控權。法拉墨發現咕嚕帶領他們向西力斯昂哥進發，法拉墨警告他們那地方非常險惡，還有咕嚕的背叛意識。
佛羅多、山姆和咕嚕開始通過伊菲爾杜斯邊緣的西力斯昂哥隘口，咕嚕秘密造訪屍羅，企圖讓屍羅殺死哈比人，咕嚕則奪下至尊魔戒。咕嚕回來時，哈比人正在沉睡，佛羅多睡覺的模樣幾乎使他反悔，山姆卻醒了過來喝罵咕嚕，使咕嚕反悔的意念消除。咕嚕帶領佛羅多和山姆到達屍羅巢穴。佛羅多被屍羅毒倒，又被半獸人擒獲，並帶到西力斯昂哥的要塞。
在三部曲《王者再臨》中，山姆營救出佛羅多，前往末日火山。咕嚕暗中跟蹤著他們，尋找時機突襲他們，奪走至尊魔戒。接近抵達目的地時，咕嚕襲擊他們，但未能奪取至尊魔戒，佛羅多對咕嚕說：「離開此地，不要阻撓我！如果你膽敢再碰我，你就必將落下末日的火燄中。」山姆獨自與咕嚕對峙，讓佛羅多繼續爬上末日火山，完成他的任務。山姆打敗了咕嚕，跟著佛羅多進入末日火山。
佛羅多站在末日裂縫邊緣，他的意志經歷了重重劫數，最終被至尊魔戒擊垮了，他不願意破壞至尊魔戒，並宣稱至尊魔戒為其所有，隨即戴上了至尊魔戒失去了蹤影。千鈞一髮之際，孤注一擲的咕嚕襲擊隱身的佛羅多，咬下佛羅多的手指，搶下至尊魔戒。奪回至尊魔戒後的咕嚕欣喜若狂，在末日裂縫邊緣手舞足蹈，此時佛羅多上前爭奪至尊魔戒，不料咕嚕失足一起墜入末日火山。隨著他最後呼喊一聲：「寶貝」，至尊魔戒連同咕嚕被末日火山的岩漿摧毀，索倫敗亡，第三紀元結束。

## 特徵

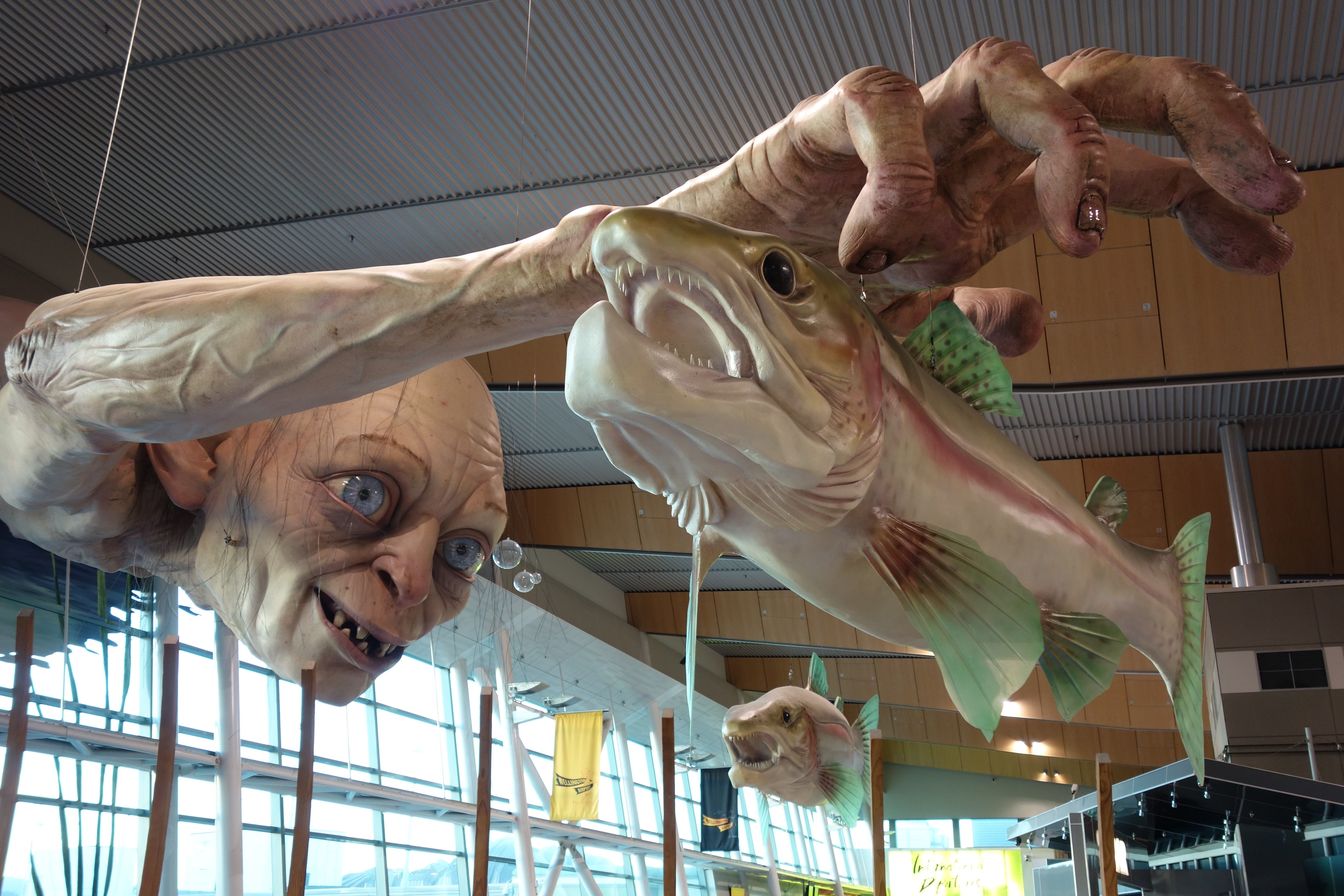
威靈頓機場為配合《哈比人：意外旅程》首映而設置的咕嚕模型。

托爾金形容咕嚕的外表黑暗、慘白及暗黃。在一些原稿裡，托爾金說咕嚕有灰白的皮膚，但他穿著黑色的衣物、經常在黑暗的環境下生活。他非常瘦弱，光頭及僅有六顆牙齒。托爾金寫道，與屍羅相比，咕嚕更像蜘蛛或一隻捱餓的青蛙。他有哈比人的身形，咕嚕較山姆略高。在黑暗的環境裡，咕嚕的雙眼會發出青光，因為他已適應了黑暗的環境。
在《哈比人歷險記》的時代，咕嚕只有六顆牙齒（電影裡有九顆）。書裡描述到咕嚕有一個袋，裝有一些石頭、哥布林的牙齒、貝殼及蝙蝠翼的殘碎。在一些圖示及改編裡，咕嚕總是被描述為纏著腰布。
此外，由于受到魔戒的影响，咕嚕拥有双重人格(解離性人格疾患)。他的双重人格常在深夜时表现，有时互相抵抗，有时互相影响。

## 角色
在至尊魔戒的影響下，咕嚕的感官能力增強，特別是聽覺及嗅覺，而他靈敏的觸覺則被認為同其哈比人血統有關。咕嚕憎恨陽光，因此他儘量避免曝露在陽光的照射之下。他雖然很憔悴，卻有瘦而結實的力量。亞拉岡曾指咕嚕的怨恨賦予了他無法想像的強大力量。在《雙城奇謀》裡，咕嚕與山姆搏鬥時被形容為平和但有力。經常潛水捕捉魚類使咕嚕成為一個游泳專家。他喜歡吃生肉，拒絕食用精靈的食品，甚至在接觸精靈的物品時，便如同被火灼般地疼痛。他可能也吃人，曾威脅要殺死並吃掉比爾博。
在电影中，咕嚕经常诋毁山姆，并挑拨山姆与佛羅多之间的感情，在《王者再临》中，佛羅多更命令山姆离开。咕嚕常装可怜以博得佛羅多的同情，但總令山姆懷疑他的動機，於是養成咕嚕在佛羅多耳边说山姆坏话的習慣，使得佛羅多怀疑山姆想要夺走魔戒。

## 名字
史麥戈在通用語譯作Trahald，有「躲入」或「潛入」的意思。不論在通用語還是古英語，史麥戈及史矛革也有關聯。史矛革可譯作Trâgu，這和Trahald的Trah-是德語的同義詞（竄進洞穴的意思）。咕嚕在古英語的名字是smygel，這與咕嚕的哈比名字smial都解作「躲入洞穴」。

### 讀音
在1981年的電台連續劇、1978年雷夫·巴克西的動畫版本及彼得·傑克遜的電影，史麥戈被讀成/ˈsmiː.gɒl/，但據高音的位置顯示，應讀作/ˈsmeɪ.ʊg.ɒl/。不過，托爾金在錄音裡亦讀成/ˈsmiː.gɒl/或ˈsmiː.ægɒl/，讀音éa可讀成/iː/或/ɪæ/。托爾金在寫作的時候會在一些地方寫下發音區別符號，例如埃蘭迪爾（Eärendil），又可讀成Ëarendil。「史麥戈」與古英語smēaġan相似，為動詞「沉思」之意。在讀Sméagol時，應依照魔戒附錄精靈語言的讀法。

## 改編描述

### 電影
藍金貝斯公司（Rankin-Bass）的動畫版《哈比人歷險記》（1977年）及《王者再臨》（1980年）裡，咕嚕由西奧多·戈特利布（Theodore Gottlieb）配音。
雷夫·巴克西（Ralph Bakshi）的動畫版《魔戒》（1978年）裡，彼得·活科比（Peter Woodthorpe）為咕嚕配音。
咕嚕也出現在魔戒粉絲克里斯·布查德自編自導的電影《獵捕咕嚕》裡，該部電影在2009年發布，其劇情設定於《哈比人》與《魔戒》之間。

#### 彼得·傑克森電影
在彼得·傑克森的電影《魔戒》系列及《哈比人》系列，咕嚕是由電腦特技造成，由安迪·瑟克斯（Andy Serkis）配音，他亦為一些戒靈（Nazgûl）及半獸人角色配音。在《魔戒首部曲：魔戒再現》（2001年）裡，咕嚕甚少出場。在《魔戒二部曲：雙城奇謀》及《魔戒三部曲：王者再臨》裡，咕嚕逐漸變成要角。電腦特技造成的咕嚕是根據安迪·瑟克斯的面部特徵、聲線及動作所組成。動畫製作者以關鍵影格編輯及動作捕捉技術混合創造了咕嚕的演出，以複雜的電子程式營造了安迪·瑟克斯的形象。包括所有的光線、構成及表演，咕嚕的每個鏡頭都需要四個小時推算。
瑟克斯曾表示他學自家貓咪舔手的沙沙聲來詮釋咕嚕內心黑暗面的聲音。
在《魔戒三部曲：王者再臨》裡，安迪·瑟克斯親自在一段倒敍的景象裡飾演史麥戈，這是他變成咕嚕前的形象。這一段本來應出現在《魔戒二部曲：雙城奇謀》裡，這被推遲是因為這可使觀眾更容易了解到史麥戈在後來變成誰。這個決定使製片人須重新設計咕嚕，使咕嚕的面貌更像史麥戈。（《魔戒首部曲：魔戒再現》裡出現的是早期版本的咕嚕）
在電影裡很強調咕嚕的精神人格，「史麥戈」及「咕嚕」互相爭吵的鏡頭也在《魔戒二部曲：雙城奇謀》及《魔戒三部曲：王者再臨》裡出現，安迪·瑟克斯要改變聲線及動作來飾演兩個人格。「史麥戈」及「咕嚕」的爭吵較書裡描述的更為激烈，「史麥戈」更一度驅逐了「咕嚕」。
安迪·瑟克斯曾被指不適合當選為奧斯卡頒獎典禮的最佳男配角。一些安迪·瑟克斯的支持者則反駁，他透過動作捕捉技術飾演兩個人格，值得拿取這個奬項。安迪·瑟克斯及咕嚕出席2003年MTV電影頒獎典禮，咕嚕贏取了最佳虛擬演出獎，並發表了演說。此外，咕嚕也名列《帝國雜誌》評選「有史以來最偉大的一百名電影角色」之中。
咕嚕的改編很多樣化，動畫版的咕嚕是黑暗、光頭及瘦長的。電影版裡的咕嚕也頗相似。兩相比較下，動畫版裡的咕嚕較為偏向蒼綠。

### 舞台劇
在2006年的加拿大多倫多（Toronto）開幕的歌舞劇，咕嚕由邁克爾·台里奧特（Michael Therriault）飾演。
美國辛辛那提（Cincinnati）上演的舞台劇《魔戒》系列，咕嚕由阿列達·鮑姆加特內（Aretta Baumgartner）飾演，他亦因此獲得獎項。在芝加哥（Chicago）的舞台劇，《雙城奇謀》的咕嚕由菲爾·廷伯雷克（Phil Timberlake）飾演，《王者再臨》的咕嚕則由羅拔·卡素拉域（Robert Kauzlaric）飾演。

### 電台劇
1981年英國廣播公司的電台連續劇《魔戒》裡，彼得·活科比再次飾演咕嚕。

## 文化影響
2015年，土耳其一名醫生在網上分享將土耳其總統埃爾多安與咕嚕表情比較的圖像後，被土耳其公共衛生機構解僱並被土耳其法院調查是否觸犯「侮辱總統罪」，法院又委派多名專家調查總統埃爾多安是否與咕嚕相似。《魔戒》電影導演彼得·杰克逊及編劇等人發表聲明為被告人辯解，表示涉案圖像中的是史麥戈，而史麥戈不是邪惡的。

## 外部連結
- 咕嚕（页面存档备份，存于） 中土百科全書 （英文）
- 咕嚕（页面存档备份，存于） 阿爾達百科 （英文）